# Concordia (kommun i Colombia, Antioquia, lat 6,08, long -75,92)
Concordia är en kommun i Colombia.   Den ligger i departementet Antioquía, i den nordvästra delen av landet, 260 km nordväst om huvudstaden Bogotá. Antalet invånare är 21 420.